# Erigone sagicola
Erigone sagicola är en spindelart som beskrevs av Wilhelm Dönitz och Embrik Strand 1906. Erigone sagicola ingår i släktet Erigone och familjen täckvävarspindlar. Inga underarter finns listade i Catalogue of Life.